# پونیسیون روزو
پونیسیون روزو (به لاتین: Poncione Rosso) یک کوه در سوئیس است که در کانتون تیچینو واقع شده‌است. پونیسیون روزو ۲٬۵۰۵ متر بالاتر از سطح دریا واقع شده‌است.